# Boy meets Girl (dreamのアルバム)
『Boy meets Girl』（ボーイミーツガール）は、女性7人組音楽ユニットdream（現Dream）の6thアルバム（ミニアルバム）。レーベルはavex trax。2005年12月21日発売。

## 概要
- アルバム「ナツイロ」に続くコンセプトアルバム。
- 「ナツイロ」が夏をテーマにしていたのに対し本作は冬をテーマにしている。
- 男女の出会いから別れまでの恋愛の流れを楽曲によって表現している。
- 「CD+DVD」と「CDのみ」の2形態で発売。
- 2形態ともイラスト（ジャケット違い）を採用。
- ボーナストラック「心から… -growth-」は「CDのみ」に収録されており、「CD+DVD」には収録されていない。
- ブックレット内の写真やビデオクリップの撮影場所は横浜・八景島シーパラダイス。
- ビデオクリップはドラマ仕立てとなっておりPV「この夏が終わる前に」の続編的世界観で描かれている。
- PVにはdreamメンバー全員が出演しており、7人7様の男女の出会いが描かれている。。
- 後にロングバージョンのビデオクリップとChannel aで放送された撮影オフショットを収録したDVD「Boy meets Girl -a little more-」が発売された。

## 収録曲
1. Come Go With me -sign-
作詞：BOUNCEBACK、作曲：前嶋康明、編曲：TATOO
2. Holy Love -beginning-
作詞：BOUNCEBACK、作曲・編曲：大谷靖夫
3. Colors -suspicion-
作詞：BOUNCEBACK、作曲：星野靖彦、編曲:ats-
4. Lost Soul -crack-
作詞：松井五郎、作曲・編曲：大谷靖夫 & 荒井洋明
5. それは永遠じゃない -collapse-
作詞：松井五郎、作曲：渡辺徹、編曲:ats-
6. Transit -independence-
作詞：松井五郎、作曲・編曲：TATOO
日本テレビ系「くりぃむしちゅーのたりらリラ～ン」エンディングテーマ
7. 心から… -growth-（CDのみ盤ボーナストラック）
作詞：松井五郎、作曲：KENTARO MORIDAIRA、編曲：TATOO

### DVD
1. Transit -independence- (Video Clip)
PVはストーリー仕立てになっており、撮影は「八景島シーパラダイス」で行われた。